# 겨울아이
《겨울아이》는 2001년 12월 7일에 MBC에서 방영한 베스트극장이다.

## 등장 인물

### 주요 인물
- 이상아 : 유진 역
- 서지희 : 수림 역
- 최성준 : 유진의 남편 역
- 남능미 : 유진의 시어머니 역

### 그 외 인물
- 김형자 : 가게 주인 역
- 유진수
- 홍수창
- 이인철
- 김용희
- 한미진